# Sciovia

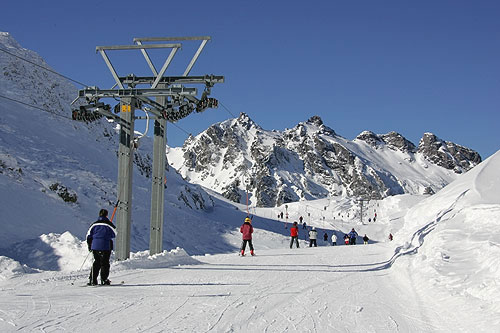
Sciovia a piattello sul Monte Pizol, Svizzera

La sciovia (chiamata anche con il termine anglofono skilift) è un tipo di impianto di risalita a fune adibito al traino degli sciatori nelle piste da sci in stazioni e comprensori sciistici.

## Descrizione
La sciovia consiste in una fune d'acciaio chiusa ad anello mediante impalmatura, sospesa ad alcuni metri dal suolo, alla quale sono solitamente agganciati una serie di traini costituiti da una morsa che si stringe sulla fune, un meccanismo di autoavvolgimento ed una funicella in fibre sintetiche terminante con un piattello o un'ancora che fungono da seggiolino per lo sciatore.
La sciovia è costituita nella maggior parte dei casi da:
- una stazione motrice, dove è installato il motore che trasmette il movimento della fune;
- la linea, formata dai sostegni e dalla pista di risalita;
- una stazione di rinvio e tensione, costituita da una puleggia, libera di ruotare, montata su una piattaforma scorrevole contrappesata per mantenere costante nel tempo la tensione della fune.

Fa eccezione allo schema sopra riportato la stazione motrice avente la funzione di mantenere costante la tensione dell'anello di fune, detta stazione motrice-tenditrice; in tal caso l'altra stazione svolge la sola funzione di rinvio della fune.
La fune è sempre in movimento, e gli sciatori possono agganciarsi allo skilift alla stazione a valle, dove il piattello è a portata di mano. Per evitare che gli sciatori escano dalla linea ideale di traino, spesso vengono tracciati dei solchi nella neve, come per le piste da sci di fondo.
Al termine della pista di risalita il piattello, abbandonato dallo sciatore, viene recuperato dal meccanismo di avvolgimento a molla.
La costruzione e la progettazione di ogni sciovia vengono regolamentate da normative tecniche, in Italia emanate dal Ministero dei trasporti.
Negli ultimi anni, come conseguenza dell'aumento del numero di sciatori, le sciovie vengono spesso sostituite da moderne seggiovie, caratterizzate da una maggiore portata oraria.

### Tipologie
- a piattello (i più diffusi);
- ad àncora (per trasporto di sciatori in coppia, molto diffusi in Svizzera, in Austria e nel Nord America dove sono conosciuti con il nome di T-bar);
- a fune bassa, o manovia, eventualmente con nodi di appoggio o con speciali supporti sagomati (per principianti);
- ad agganciamento/sganciamento automatico, in cui i piattelli sono fissati a pertiche rigide collegate alla morsa sulla fune mediante una molla avente la funzione di ammortizzare lo strappo alla partenza (detti alla francese perché inventati dalla ditta francese Poma);
- slittovia (formato da una grossa slitta, dove salgono i passeggeri, che viene trainata da una fune tramite un sistema di argano).

Limiti di velocità
Limiti massimi di velocità in vigore in Italia, espressi in metri al secondo.
Sciovia a piattello: 3.5 m/s

## Storia
I primi impianti di risalita a servizio dello sci sono stati costruiti all'inizio del XX secolo; ma è dopo la conclusione del secondo conflitto mondiale, con l'aumento del benessere generalizzato, che gli sport invernali hanno conosciuto una progressiva diffusione in molti strati della popolazione, innescando una notevole evoluzione tecnica degli impianti di risalita.
Nel campo delle sciovie si è assistito al passaggio da quelle a fune bassa al tipo a fune alta, più sicure e confortevoli in quanto dotate di traini ad azione progressiva.
Prime sciovie al mondo:
- 1908-1914 Schollach, Germania - impianto a fune bassa costruito da Robert Winterhalder
- 1933/1934 Davos, Svizzera - impianto a fune alta progettato da Ernst Constam
- 1935/1936 Alpe d'Huez, Francia - impianto a fune alta alla francese progettato da Jean Pomagalski (fondatore della ditta Poma)

Prime sciovie in Italia:
- 1930 Claviere, Piemonte
- 1935 Monte Bondone, Trentino (slittovia)
- 1935 Madonna di Campiglio/Cima Dosson, Trentino (slittovia)
- 1935 Bardonecchia, Piemonte (slittovia)[3]
- 1936 Sauze d'Oulx, Piemonte
- 1936 Oropa/Monte Mucrone, Piemonte (slittovia)
- 1937 Cortina d'Ampezzo/Col Drusciè, Veneto (slittovia)
- 1937 Roccaraso, Abruzzo (slittovia)
- 1937 Limone Piemonte, Piemonte (slittovia)
- 1937 Santa Caterina Valfurva, Lombardia (slittovia)
- 1937 Madesimo/Groppera, Lombardia (slittovia)
- 1937 Abetone/Selletta, Toscana (slittovia)
- 1938 Corvara/Col Alto, Alto Adige (slittovia)
- 1938 Alpe di Siusi/Panorama, Alto Adige (slittovia)
- 1938 Selva di Val Gardena/Costabella, Alto Adige (slittovia)
- 1938 Passo della Presolana, Lombardia (slittovia)
- 1939 Ciampinoi/Val Gardena, Alto Adige (slittovia)
- 1940 Mottarone, Piemonte (slittovia)
- 1941 Courmayeur/Plan Chécrouit, Valle d'Aosta (slittovia)
- 1946 Sauze d'Oulx/Lago Nero, Piemonte (slittovia)
- 1954 Alpe Giumello, Casargo, Lombardia